# Penthou
Penthou (ancien égyptien : pnṯw) est un noble égyptien qui porte les titres de « porteur de sceau du roi de Basse-Égypte », d'« unique compagnon », d'« accompagnateur du Seigneur des Deux Terres », de « favori du bon dieu », de « scribe du roi », de « subordonné du roi », de « premier serviteur d'Aton dans la demeure d'Aton à Akhetaton », de « chef des médecins » et de « chambellan ». Ces seuls titres montrent à quel point il devait être puissant dans l'Égypte de la XVIIIe dynastie.
Il est à l'origine médecin en chef d'Akhenaton, mais il est possible qu'il ait survécu aux bouleversements de la fin de la période amarnienne et qu'il ait servi sous Aÿ, après avoir été vizir sous Toutânkhamon. L'identification de Penthou — le médecin — avec Pentou — le vizir — n'est cependant pas certaine. Il s'est fait construire une tombe à Amarna, la tombe 5 d'Amarna, bien que ses restes n'aient jamais été identifiés et qu'il n'y ait probablement jamais été enterré.
Une inscription découverte en 2012 dans la carrière de calcaire de Dayr Abū Ḥinnis datée de l'an 16, 3e mois d'Akhet, 15e jour du règne d'Akhenaton rapporte que l'exploitation de la carrière était entreprise pour les travaux de construction du petit temple d'Aton sous l'autorité du scribe du roi, Penthou. Le Penthou mentionné dans l'inscription est vraisemblablement le même que celui qui était le propriétaire de la tombe 5 d'Amarna. En raison de sa position de prêtre en chef au sein du sacerdoce d'Aton, il est peu probable que ce soit une coïncidence qu'il ait été chargé de l'extraction de la pierre pour ce temple.

## Sépulture
|                    | Penthou            |  |
| ------------------ | ------------------ |  |
| Type               | Tombeau            |  |
|                    |                    |  |
| Emplacement        | Amarna, tombe TA 5 |  |
| Date de découverte |                    |  |
| Découvreur         |                    |  |
| Fouilles           |                    |  |
| Objets découverts  |                    |  |

Il a un tombeau construit à Amarna, la tombe TA 5, mais ses restes n'ont jamais été identifiés, et il n'y a probablement jamais été enterré.
La tombe de Penthou est l'une des six tombes du Nord à Amarna. Située au sud de la tombe de Meryrê, elle est très similaire à la tombe d'Ahmès. Elle est en forme de T et la chambre intérieure aurait servi de chambre funéraire.
La tombe est décorée et les scènes incluent une visite de la famille royale au temple ainsi qu'une scène de récompense.
Sur le mur nord, la famille royale est représentée entrant dans le temple. Akhenaton et Néfertiti sont accompagnés de trois de leurs filles : Mérytaton, Mâkhétaton et très probablement Ânkhésenpaaton.
Sur ce même mur, la famille royale est représentée récompensant Penthou au temple. Akhenaton est représenté coiffé de la couronne Decheret et Néfertiti se tient derrière lui (la moitié supérieure de son corps est endommagé). Derrière le couple royal, on voit trois princesses accompagnées de leur nourrice.
Sur le mur sud, Penthou est représenté dans une autre scène de récompense, mais celle-ci a lieu au palais. Dans une autre scène, le roi et la reine sont à un repas. Akhenaton est représenté portant une coiffe Khat. Il est assis, il mange de la volaille ; Néfertiti est assise derrière lui, portant sa couronne bleue et semble boire dans une tasse.